# Pierre-Luc Sleigher
Pierre-Luc Sleigher (* 12. Februar 1982 in Montréal, Québec) ist ein ehemaliger kanadischer Eishockeyspieler, der im Verlauf seiner aktiven Karriere zwischen 1999 und 2019 unter anderem 122 Spiele für die Bietigheim Steelers und SERC Wild Wings in der 2. Eishockey-Bundesliga auf der Position des Centers bestritten hat. Darüber hinaus absolvierte Sleigher weitere 49 Partien für die Kassel Huskies in der Deutschen Eishockey Liga (DEL) und stand in 187 Begegnungen in der ECHL auf dem Eis.

## Karriere
Sleigher begann seine Karriere im Sommer 1999 bei den Tigres de Victoriaville, für die er bis 2003 in der kanadischen Juniorenliga Ligue de hockey junior majeur du Québec (LHJMQ) unter Vertrag stand. In seinem letzten Jahr bei den Tigres wurde er zum Offensiv-Spieler des Jahres der Liga gewählt. Zur Saison 2003/04 wechselte der Kanadier in die ECHL, wo er vorerst einen Einjahresvertrag bei den Atlantic City Boardwalk Bullies unterschrieb, bis er ebenso für jeweils ein Jahr zu den Toledo Storm und anschließend zu den San Diego Gulls wechselte.
Nach Europa kam Sleigher in der Saison 2006/07. Zwar zog es ihn zuerst nach Frankreich, doch auch in der dort erstklassigen Ligue Magnus lief er nicht länger als ein Jahr für die Diables Rouges de Briançon auf. Zur darauffolgenden Spielzeit zog es den Stürmer in die Schweiz zum HC Martigny in die National League B (NLB), in der er mit 33 Toren in 48 Spielen noch in derselben Spielzeit den Sprung in die National League A (NLA) schaffte und an die Rapperswil-Jona Lakers ausgeliehen wurde. Für die Lakers bestritt er zwar nur zwei Spiele, schaffte in diesen jedoch drei Treffer. Das Spieljahr 2008/09 absolvierte der Center anschließend wieder in der zweiten Liga der Schweiz, in der er für ebenfalls nur ein Jahr für den EHC Olten auflief, bis Sleigher zur Saison 2009/10 einen Vertrag bei den Kassel Huskies in der Deutschen Eishockey Liga (DEL) unterschrieb.
Nach der Auflösung der Huskies ging Sleigher in zwei Partien für den EC Red Bull Salzburg in der European Trophy 2010 aufs Eis und unterzeichnete im September 2010 bei den Arizona Sundogs in der Central Hockey League (CHL). Letztlich verbrachte er die Spielzeit 2010/11 aber weiter in Deutschland, wo er sich den Bietigheim Steelers aus der 2. Eishockey-Bundesliga anschloss. Zur folgenden Saison lief er zunächst für den Traditionsklub EC VSV in der österreichischen Erste Bank Eishockey Liga (EBEL), kehrte aber noch im Verlauf des Spieljahres in die 2. Bundesliga zurück. Dort lief er bis zum Sommer 2013 für die SERC Wild Wings auf. Anschließend kehrte Sleigher in seine kanadische Heimat zurück und lief dort bis zum Sommer 2019 für zahlreiche Teams der semi-professionellen Ligue Nord-Américaine de Hockey (LNAH) auf, ehe er seine Karriere im Alter von 37 Jahren endgültig beendete.

## Erfolge und Auszeichnungen
| - 2002 Coupe-du-Président-Gewinn mit den Tigres de Victoriaville - 2003 LHJMQ-Offensivspieler des Jahres - 2007 Bester Torschütze der Ligue-Magnus-Hauptrunde | - 2007 Ligue Magnus All-Star Team - 2015 Coupe-Canam-Gewinn mit den Isothermic de Thetford Mines |

## Karrierestatistik
(Legende zur Spielerstatistik: Sp oder GP = absolvierte Spiele; T oder G = erzielte Tore; V oder A = erzielte Assists; Pkt oder Pts = erzielte Scorerpunkte; SM oder PIM = erhaltene Strafminuten; +/− = Plus/Minus-Bilanz; PP = erzielte Überzahltore; SH = erzielte Unterzahltore; GW = erzielte Siegtore; 1 Play-downs/Relegation; Kursiv: Statistik nicht vollständig)